# Фахда бинт Аси аш-Шурейм
Фахда бинт Аси ибн Шурейм аш-Шаммари (араб. الشيخة فهدة بنت العاصي الشريم‎; ум. 1934) — одна из жён саудовского короля Абдул-Азиза и мать другого саудовского короля Абдаллы.

## Ранние годы
Фахда родом из клана Абде, принадлежавшего к могущественному племени шаммар. Она была дочерью Аси ибн Шурейма аш-Шаммари, шейха южной ветви племени. У Фахды было три брата: Мутани, Султан и Гази, и одна сестра Шима.

## Личная жизнь
Первым мужем Фахды бинт Аси стал Сауд ибн Абдулазиз, десятый эмир Джебель-Шаммара, который был убит своим двоюродным братом в 1920 году. У неё было двое детей от первого брака: Абдулазиз (родился в 1916 году) и Мишааль (родился в 1918 году). Они проживали во дворце Барзан в Хаиле.
После убийства мужа Фахда вышла замуж за Абдулазиза Аль Сауда в 1922 году, став его восьмой супругой. Абдулазиз усыновил двух сыновей Фахды после свадьбы.
Фахда была в числе трёх женщин из рода Рашидидов, вышедших замуж за Абдулазиза. Двумя другими были Нура бинт Сибхан, бывшая супруга Мухаммада ибн Талала Аль Рашида, и Джавахер, дочь Мухаммада ибн Талала Аль Рашида. Предположительно мотивом заключения этого брака стало стремление заключить перемирие с Рашидидами или сделать их более лояльными к саудовскому государству. Кроме того, Аси ибн Шурейм аш-Шаммари, отец Фахды, стал одним из самых видных сторонников короля Абдулазиза, и он поддержал его своими силами в нескольких сражениях во время формирования Саудовской Аравии, включая битву при Сабилле в 1929 году.
У Фахды и короля Абдул-Азиза было трое детей. Старшим был Абдалла, шестой король Саудовской Аравии, двое других — Нуф и Сита. Фахда умерла в 1934 году.

## Память
Король Абдалла открыл среднюю школу, названную в честь матери, в Боскоре (Марокко) в августе 2009 года. Школа состоит из 18 классов общей подготовки, девяти научных классов, трёх классов подготовки, библиотеки и специальных зон для занятий спортом.